# Hypericum russeggeri
Hypericum russeggeri är en johannesörtsväxtart som först beskrevs av Edward Fenzl, och fick sitt nu gällande namn av Robert Keller. Hypericum russeggeri ingår i släktet johannesörter, och familjen johannesörtsväxter. Inga underarter finns listade i Catalogue of Life.